# Markus Eisenbichler
Markus Eisenbichler (Bad Reichenhall, 3 aprile 1991) è un saltatore con gli sci tedesco.

## Biografia
Originario di Siegsdorf, in Coppa del Mondo ha esordito il 30 dicembre 2011 a Oberstdorf (30°) e ha ottenuto la prima vittoria, nonché primo podio, il 22 novembre 2014 a Klingenthal. Ha esordito ai Mondiali di volo a Harrachov 2014 (38º nell'individuale) e ai Campionati mondiali a Falun 2015 (10º nel trampolino lungo, 5º nella gara a squadre dal trampolino lungo); due anni dopo, ai Mondiali di Lahti 2017, ha vinto la medaglia d'oro nella gara a squadre mista dal trampolino normale e quella di bronzo nel trampolino normale e si è classificato 13º nel trampolino lungo e 4º nella gara a squadre dal trampolino lungo.
Ai Mondiali di volo di Oberstdorf 2018 è stato 11º nella gara individuale e 4º in quella a squadre e ai successivi XXIII Giochi olimpici invernali di Pyeongchang 2018, suo esordio olimpico, si è classificato 8º nel trampolino normale e 14º nel trampolino lungo. L'anno successivo ai Mondiali di Seefeld in Tirol ha vinto la medaglia d'oro nel trampolino lungo, nella gara a squadre e nella gara a squadre mista ed è stato 7º nel trampolino normale. Ai Mondiali di volo di Planica 2020 ha vinto la medaglia d'argento nella gara a squadre e quella di bronzo nella gara individuale, mentre ai Mondiali di Oberstdorf 2021 ha conquistato la medaglia d'oro nella gara a squadre mista dal trampolino normale e nella gara a squadre dal trampolino lungo, e si è classificato 17º sia nel trampolino normale, sia nel trampolino lungo. Ai XXIV Giochi olimpici invernali di Pechino 2022 ha vinto la medaglia di bronzo nella gara a squadre e si è piazzato 31º nel trampolino normale e 5º nel trampolino lungo; ai successivi Mondiali di volo di Vikersund 2022 ha vinto la medaglia d'argento nella gara a squadre e si è piazzato 18º in quella individuale. Ai Mondiali di Planica 2023 è stato 13º nel trampolino normale, 5º nel trampolino lungo e 5º nella gara a squadre.

## Palmarès

### Olimpiadi
- 1 medaglia:
  - 1 bronzo (gara a squadre a Pechino 2022)

### Mondiali
- 7 medaglie:
  - 6 ori (gara a squadre mista dal trampolino normale a Lahti 2017; trampolino lungo, gara a squadre dal trampolino lungo, gara a squadre mista dal trampolino normale a Seefeld in Tirol 2019; gara a squadre mista dal trampolino normale, gara a squadre dal trampolino lungo a Oberstdorf 2021)
  - 1 bronzo (trampolino normale a Lahti 2017)

### Mondiali di volo
- 3 medaglie:
  - 2 argenti (gara a squadre a Planica 2020; gara a squadre a Vikersund 2022)
  - 1 bronzo (gara individuale a Planica 2020)

### Coppa del Mondo
- Miglior piazzamento in classifica generale: 2º nel 2021
- 55 podi (28 individuali, 27 a squadre):
  - 9 vittorie (3 individuali, 6 a squadre)
  - 28 secondi posti (12 individuali, 16 a squadre)
  - 18 terzi posti (13 individuali, 5 a squadre)

#### Coppa del Mondo - vittorie
| Data             | Località    | Nazione   | Trampolino                                                                     |
| ---------------- | ----------- | --------- | ------------------------------------------------------------------------------ |
| 22 novembre 2014 | Klingenthal | Germania  | Vogtland Arena HS140 (con Richard Freitag, Andreas Wellinger e Severin Freund) |
| 21 gennaio 2017  | Zakopane    | Polonia   | Wielka Krokiew HS134 (con Stephan Leyhe, Andreas Wellinger e Richard Freitag)  |
| 3 marzo 2018     | Lahti       | Finlandia | Salpausselkä HS130 (con Karl Geiger, Richard Freitag e Andreas Wellinger)      |
| 19 gennaio 2019  | Zakopane    | Polonia   | Wielka Krokiew HS134 (con Karl Geiger, David Siegel e Stephan Leyhe)           |
| 22 marzo 2019    | Planica     | Slovenia  | Letalnica HS240                                                                |
| 25 gennaio 2020  | Zakopane    | Polonia   | Wielka Krokiew HS140 (con Constantin Schmid, Stephan Leyhe e Karl Geiger)      |
| 22 novembre 2020 | Wisła       | Polonia   | Malinka HS134                                                                  |
| 28 novembre 2020 | Kuusamo     | Finlandia | Rukatunturi HS142                                                              |
| 28 marzo 2021    | Planica     | Slovenia  | Letalnica HS240 (con Pius Paschke, Constantin Schmid e Karl Geiger)            |

#### Torneo dei quattro trampolini
- 3 podi di tappa[1]:
  - 3 secondi posti